# 池田勝
池田 勝（いけだ まさる、1942年9月27日 - ）は、日本の声優、俳優。東京都出身。東京俳優生活協同組合所属。
アニメの代表作に、『ヤッターマン』（ヤッターワン）、『サクラ大戦』（米田司令）、『DARKER THAN BLACK -黒の契約者-』（ホァン）、『カーズ』（シェリフ）などがあり、吹き替えの代表作に、『ザ・ソプラノズ 哀愁のマフィア』（トニー・ソプラノ）、『リーサル・ウェポン』（ダニー・グローヴァー）、『スーパーナチュラル』（サミュエル・キャンベル）などがある。

## 略歴
人前で喋るのが下手であり、そのために俳優を目指したが、常にマイナー志向だったという。
東京都立第五商業高等学校卒。舞台芸術学院卒。
1963年劇団東演に入団し、役者として活躍。木下順二作『風浪』の河瀬主膳役で初舞台。1970年代半ばから声優としても活動を始め、数々のアニメ、吹き替えに参加する。1991年時点では舞台では食べていけず、これからアテレコの仕事に行くとのこと。1991年時点のインタビューで「後悔はないですか」と聞いたところ「マイナー志向をプラスに転嫁できるのは、演劇の世界だ」、「本音を言って等身大より上に見えるのはいい世界だな」と語っていたという。主に舞台では栗原小巻の相手役を務めることでも知られている。

## 人物
声種はバリトン。『タイムボカンシリーズ』では、『タイムボカンシリーズ ヤッターマン』のヤッターワン以下大半のヤッターメカ他、多くのレギュラー、脇役を担当していた。吹き替えにおいてはダニー・グローヴァーをはじめ、モーガン・フリーマンやサミュエル・L・ジャクソン、リチャード・ラウンドトゥリーなど、黒人俳優の声やジェームズ・ガンドルフィーニ、ロバート・デ・ニーロなどを担当することが多い。
特にダニー・グローヴァーの吹き替えは『刑事ジョン・ブック 目撃者』（テレビ朝日版）以降、大半の作品で吹き替えを務めている。『リーサル・ウェポン』シリーズのロジャー・マータフ役は全作品で担当しており、マーティン・リッグスを演じる磯部勉（同じくリッグス役のメル・ギブソンの吹き替えを数多く担当）との掛け合いをマシンガントークで演じた。後のインタビューで磯部は同シリーズにおける池田の演技について「完璧だと思っておりました。優しさと厳しさを兼ね備えた、魅力あふれるマータフでした」とその存在感の大きさを絶賛し、後に本作のテレビドラマ版で自身がマータフを演じる際にはプレッシャーを感じたといい、「収録当初は、どうしても、映画版で（マータフを）担当された池田勝さんの声が聞こえてきちゃうんです」と語っている。同シリーズのほか『プレデター2』（テレビ朝日版）や『ソウ』といったグローヴァーの他の代表作でも吹き替えを務めていたことから、「グローヴァーならこの（池田の）声！」というファンも多い。同業者間でも池田のグローヴァーは高い人気と支持を得ており、中村悠一は「やはり自分の中でリッグスは磯部さんだし、マータフは池田さんなんだなぁ」と自身のSNSでコメントしている。
坂口芳貞とは、同一作品の別音源で同役を担当することが多く、坂口の療養中に吹替が製作された『エンド・オブ・ステイツ』では、モーガン・フリーマン演ずるアラン・トランブル大統領役を坂口から引き継いでいる。
趣味は三味線。

## 出演
太字はメインキャラクター。

### テレビアニメ
1972年
- アストロガンガー（ヘッドエレッカー）

1975年
- アンデス少年ペペロの冒険（カルロス、家臣、村人）

1976年
- 新ドン・チャック物語（ドン・アリストテレス〈2代目〉）
- タイムボカン（信長、フランケン二世、赤鬼、たこ、友田博士〈2代目〉、下男、ヘテプ、巨人、男A）
- 母をたずねて三千里（船客）
- ポールのミラクル大作戦（人形使い、巨人、カスタム将軍）

1977年
- あらいぐまラスカル
- 無敵超人ザンボット3（警察署長）
- ヤッターマン（1977年 - 1978年、ヤッターワン、ヤッターペリカン、ヤッターアンコー、ヤッターキング、ヤッターパンダ、ヤッターブル、ヤッターゾウ 他）
- おれは鉄兵（中条）
- ルパン三世 (TV第2シリーズ)（1977年 - 1978年）

1978年
- 家なき子
- 宇宙戦艦ヤマト2（デスタール）
- 科学忍者隊ガッチャマンII（ゲルサドラ）
- 新・巨人の星
- 宝島
- ペリーヌ物語（パン屋、マルセルの父 他）
- 星の王子さま プチ・プランス（1978年 - 1979年、召使いA、父親、ウエルトン）
- まんが日本絵巻（菅原道真〈晩年期〉、禅海）
- 未来少年コナン（パスコ）
- 野球狂の詩（1978年 - 1979年、古葉監督、タイガースのスカウトB、記者A、男A）

1979年
- 円卓の騎士物語 燃えろアーサー（ブラント、伝説師、ロスウイック）
- 科学冒険隊タンサー5（隊長、叔父）
- 機動戦士ガンダム（1979年 - 1980年、中佐、レビル）
- ザ☆ウルトラマン（1979年 - 1980年、隊員、首脳A、エレク）
- 新・巨人の星II
- ゼンダマン（1979年 - 1980年、ニャラボルタ、シラン）
- まんが猿飛佐助（真田幸村）
- 未来ロボ ダルタニアス（隊長）

1980年
- 宇宙戦艦ヤマトIII（1980年 - 1981年、ボローズ、ヘルマイヤー）
- タイムパトロール隊オタスケマン（1980年 - 1981年、トンマノマント）
- 伝説巨神イデオン（ユウキ博士、アバデデ・グリマデ）
- トム・ソーヤーの冒険（船長、ベンの父、ロジャース〈初代〉）
- のどか森の動物大作戦（ペッポ）
- 魔法少女ララベル
- 無敵ロボ トライダーG7（1980年 - 1981年、オンドロン）
- ムーの白鯨
- 燃えろアーサー 白馬の王子（ビッグベア、バニック、ウルク）

1981年
- 戦国魔神ゴーショーグン（ジョージ）
- 太陽の牙ダグラム（レーク・ボイド）
- ドラえもん（テレビ朝日版第1期）（しずかの父）
- まいっちんぐマチコ先生（麻衣平ノ助〈初代〉）
- まんが 水戸黄門（1981年 - 1982年、格之進）
- 六神合体ゴッドマーズ（1981年 - 1982年、ゴーズ、司令官 他）

1982年
- 科学救助隊テクノボイジャー（パイロット、ガードマン）
- 戦闘メカ ザブングル（ビックマン）
- 魔境伝説アクロバンチ（声）
- 手塚治虫のドン・ドラキュラ（村井警部、警官B）
- 忍者マン一平

1983年
- 亜空大作戦スラングル（ザック、ヘスラー所長）
- 銀河疾風サスライガー（バド・ファイラ、署長）
- さすがの猿飛（サーカス団長）
- 装甲騎兵ボトムズ（市長）
- プラレス3四郎（老院長、役員）
- まんが日本史（藤原道長、足利尊氏、池田恒興）

1984年
- 重戦機エルガイム（ダバ・ハッサー）
- 大自然の魔獣バギ（サドー大佐）
- チックンタックン
- ルパン三世 PARTIII（1984年 - 1985年）

1985年
- あした天気になあれ
- 機動戦士Ζガンダム（ジャミトフ・ハイマン〈初代〉）
- 三国志（1985年 - 1986年、孫権仲謀） - 2作品
- 星銃士ビスマルク（ブラッド）
- ダーティペア（ギロス）
- 超獣機神ダンクーガ（ロス・イゴール）
- 炎のアルペンローゼ（トロンシャン）

1986年
- 機動戦士ガンダムΖΖ（ガデブ・ヤシン）

1987年
- グリム名作劇場（魔王）
- シティーハンター（ガーラント）
- 北斗の拳2（バスク）
- ついでにとんちんかん（星一発）
- マンガ日本経済入門（吉村）

1988年
- 美味しんぼ（栗田信一）
- おそ松くん（編集者）
- 夢見るトッポ・ジージョ（エマヌエル老人）

1989年
- 青いブリンク（男爵）
- 機動警察パトレイバー（師団長）
- ジャングルブック・少年モーグリ（アレキサンダー）
- ミスター味っ子（冬彦）

1990年
- アイドル天使ようこそようこ（バリー・ガーニン）
- ジャングル大帝（新）（ジョーイ）
- 獣神ライガー（ドラゴ神）
- たいむとらぶるトンデケマン!（シロン）

1991年
- 機甲警察メタルジャック（エドモンドバロックス）
- 丸出だめ夫（泥棒）

1992年
- 宇宙の騎士テッカマンブレード（バーナード・オトゥール）
- 大草原の小さな天使 ブッシュベイビー（船長）

1994年
- 魔法陣グルグル（ウルガ13世）

1996年
- 名探偵コナン（1996年 - 2003年、坂口正義、男C、古村徳宏）
- るろうに剣心 -明治剣客浪漫譚-（渋海）

1997年
- みどりのマキバオー（ボス）

1998年
- MASTERキートン（センデル）

2000年
- 機巧奇傳ヒヲウ戦記（光靖）
- サクラ大戦TV（米田一基）
- 週刊ストーリーランド（安岡哲郎、ナレーション）
- ドキドキ♡伝説 魔法陣グルグル（ウルガ13世）

2001年
- ノワール（ユン）
- ポケットモンスター（怪盗ゴローニャ）
- ルパン三世 アルカトラズコネクション（マックス）

2002年
- サイボーグ009 THE CYBORG SOLDIER（ロス博士）
- それいけ!アンパンマン（2002年 - 2020年、もくもく仙人、てんぷら和尚〈3代目〉）
- 満月をさがして（ロン・ハーバート）
- ラーゼフォン（ユリシーズ艦長）
- ルパン三世 EPISODE:0 ファーストコンタクト（クロフォード）

2003年
- GAD GUARD（アラシの父）
- コロッケ!（マスカット）
- D・N・ANGEL（老人、倉持警視庁長官）
- MOUSE（桃園冬春）
- ヤミと帽子と本の旅人（国王）

2004年
- アガサ・クリスティーの名探偵ポワロとマープル（オパルセン氏）
- 火の鳥（大王天智）
- MONSTER（ハイネマン）

2005年
- 雪の女王（マティアス）

2006年
- きらりん☆レボリューション（東山銀造）
- 蒼天の拳（謎の老人）
- 太陽の黙示録（石倉総理）
- DEATH NOTE（北村是良）
- 妖逆門（大天狗）
- BLACK LAGOON The Second Barrage（エルロイ）
- Project BLUE 地球SOS（クレイトン大尉）

2007年
- ケロロ軍曹（ジララ大尉〈初代〉）
- DARKER THAN BLACK -黒の契約者-（黄〈ホァン〉）
- MOONLIGHT MILE（オスカー・エイゼンシュタイン）

2008年
- ゴルゴ13（バグシィ“ビッグ”ガボール）
- 薬師寺涼子の怪奇事件簿（曽我篤彦）

2009年
- 蒼天航路（陳珪）
- ねぎぼうずのあさたろう（じこなの半次郎）

2010年
- 閃光のナイトレイド（南次郎）

2011年
- うさぎドロップ（行雄）

2014年
- ナンダカベロニカ（モーガン）
- まじっく快斗1412（郷津）
- ヤマノススメ シリーズ（2014年 - 2022年、山小屋の主人） - 2シリーズ

2016年
- ONE PIECE（2016年 - 2023年、ネコマムシ）

2017年
- ドラゴンボール超（監督）
- ナイツ&マジック（ラウリ・エチェバルリア）

2018年
- フルメタル・パニック! Invisible Victory（ジョン・ジョージ・コートニー）
- ソラとウミのアイダ（宇田川源太）

2019年
- ゲゲゲの鬼太郎（第6作）（火ほうこう）

### 劇場アニメ
1979年
- がんばれ!!タブチくん!!
- 未来少年コナン（パスコ）

1980年
- ゼンダマン ピラミッドの謎の箱だよ!ゼンダマン（ニャラボルタ）

1981年
- 機動戦士ガンダムII 哀・戦士篇 / めぐりあい宇宙篇（1981年 - 1982年、ボラスキニフ、ドレン） - 2作品
- タイムパトロール隊オタスケマン アターシャの結婚披露宴!?（トンマノマント）

1982年
- テクノポリス21C（香坂かおる）
- 伝説巨神イデオン 接触篇（ドク）

1983年
- クラッシャージョウ（医師）
- ドキュメント 太陽の牙ダグラム（レーク）

1988年
- 機動戦士ガンダム 逆襲のシャア（ホルスト・ハーネス）
- 魁!!男塾（ブロンコ・サンダース）
- ドラえもん のび太のパラレル西遊記（三蔵法師）

1989年
- シティーハンター 愛と宿命のマグナム（ライプニッツ）

1990年
- CAROL（タイオス）
- ヘヴィ（リュウ・ヒューガ）

1991年
- アルスラーン戦記（ヴァフリーズ）
- 機動戦士ガンダムF91（ストアスト長官）

1997年
- 幕末のスパシーボ（徳川斉昭）

2001年
- サクラ大戦 活動写真（米田一基）
- メトロポリス（ブーン大統領）

2002年
- WXIII 機動警察パトレイバー（大隅課長）
- 劇場版 とっとこハム太郎 ハムハムハムージャ! 幻のプリンセス（ハムージャ王）

2004年
- PARASITE DOLLS-劇場版-（タカハシ）

2006年
- ゲド戦記

2013年
- 映画 ドキドキ!プリキュア マナ結婚!!?未来につなぐ希望のドレス（クラリネット）

### OVA
1985年
- GREED（リオ）
- ダーティペアの大勝負 ノーランディアの謎（オラン）
- 夢次元ハンターファンドラ（フィガロ）

1986年
- コスモス・ピンクショック（艦長B）
- 超獣機神ダンクーガ 失われた者たちへの鎮魂歌（ロス・イゴール）

1987年
- 禁断の黙示録 クリスタル・トライアングル（ナレーター）
- 重戦機エルガイム（ダバ・ハッサー）
- レリックアーマーLEGACIAM

1988年
- ズッコケ時空冒険（平賀源内）
- 装甲騎兵ボトムズ 野望のルーツ（リーマン）
- トップをねらえ!（艦政本部長）

1989年
- 華星夜曲（羽生侯爵〈初代〉）
- かいけつゾロリ（妖怪学校の先生、レバンナ国の王様）
- 銀河英雄伝説（ボロディン、ベイ）

1990年
- SDガンダム外伝 ジークジオン編（ジークジオン）
- B・B（高樹源太郎）
- 毎日が日曜日（署長）

1991年
- 機動戦士ガンダム0083 STARDUST MEMORY（ノイエン・ビッター少将）
- ロードス島戦記（エルム）

1992年
- 永遠のフィレーナ（フィロセラ王）
- BASTARD!! -暗黒の破壊神-（ケビダブ）
- ハロー張りネズミ 〜殺意の領分〜（小暮久作）

1993年
- 念仏物語（行善）

1994年
- I・R・I・A ZEIRAM THE ANIMATION（ボブ）

1995年
- 紺碧の艦隊（ドナルド・ダック・リーガン）
- ダーティペアFLASH3（ベリンガー）
- 覇王大系リューナイト アデュー・レジェンド（エライト）

1996年
- マスターモスキートン（ラスプーチン）

1997年
- サクラ大戦 桜華絢爛（米田一基）

1998年
- 旭日の艦隊（中村勘助〈初代〉）
- 銀河英雄伝説外伝 千億の星、千億の光（ボロディン）

1999年
- サクラ大戦 轟華絢爛（米田一基）
- ブラック・ジャック（アルマンド）

2000年
- sin THE MOVIE（ダグラス・ハードコープ総監）
- ブラック・ジャック 空からきた子ども（ガガノフ）

2001年
- EVOLVE../12 RMS-099 RICK-DIAS（バーテン）

2002年
- サクラ大戦 神崎すみれ 引退記念 す・み・れ（米田一基）

2003年
- PARASITE DOLLS（タカハシ）

2018年
- 宇宙戦艦ヤマト2202 愛の戦士たち（谷鋼三）

### ゲーム
1996年
- サクラ大戦（米田一基）

1997年
- サクラ大戦 蒸気ラジヲショウ（米田一基）
- サクラ大戦 花組対戦コラムス（米田一基）
- 超神兵器ゼロイガー（皇帝ゼム、ナレーター）

1998年
- 機動戦士ガンダム 逆襲のシャア（ホルスト・ハーネス）
- 機動戦士ガンダム ギレンの野望（ドレン、バロム、ノイエン・ビッター）
- クラッシュ・バンディクー3 ブッとび!世界一周（エヌ・トロピー）
- サクラ大戦2 〜君、死にたもうことなかれ〜（米田一基）
- サクラ大戦 帝撃グラフ（米田一基）

1999年
- SDガンダム GGENERATION（1999年 - 2016年、ボラスキニフ、ノイエン・ビッター、ホルスト・ハーネス、バズ・ガレムソン） - 7作品
- クラッシュ・バンディクー レーシング（エヌ・トロピー）
- スーパーロボット大戦コンプリートボックス（レビル将軍）

2000年
- 機動戦士ガンダム（ボラスキニフ）
- 機動戦士ガンダム ギレンの野望 ジオンの系譜（ドレン、バロム、ノイエン・ビッター）
- サンライズ英雄譚R（リーマン）
- サクラ大戦 花組対戦コラムス2（米田一基）
- ぼくのなつやすみ（お坊さん）

2001年
- クラッシュ・バンディクー4 さくれつ!魔神パワー（エヌ・トロピー）
- サンライズ英雄譚2（インゲ・リーマン）
- スーパーロボット大戦α外伝（ビックマン）

2002年
- 機動戦士ガンダム ギレンの野望 ジオン独立戦争記（ドレン、バロム、ノイエン・ビッター、ボラスキニフ、ジェラルド・サカイ、ジオン軍将校）
- 機動戦士ガンダム戦記 Lost War Chronicles（ボラスキニフ）
- サクラ大戦4 〜恋せよ乙女〜（米田一基）
- ゼノサーガ エピソードI［力への意志］（ヘルマー）
- ぼくのなつやすみ2 海の冒険篇（お坊さん）

2003年
- 機動戦士ガンダム めぐりあい宇宙（ドレン、ジェラルド・サカイ）
- サクラ大戦 〜熱き血潮に〜（米田一基）
- スプリンターセル（アーヴィング・ランバート大佐）
- 第2次スーパーロボット大戦α（ノイエン・ビッター）

2004年
- 機動戦士ガンダム 戦士達の軌跡（ドレン、レビル将軍）
- スーパーロボット大戦GC（ドレン、デスバン）
- スロッターUPコア3 愉打!ドロンジョにおまかせ（ヤッターキング）
- ゼノサーガ エピソードII［善悪の彼岸］（ヘルマー）

2005年
- スプリンターセル カオスセオリー（アーヴィング・ランバート大佐）
- スプリンターセル パンドラトゥモロー（アーヴィング・ランバート大佐）

2006年
- エウレカセブン NEW VISION（ニコラ・ミルズ）
- 幻想水滸伝V（ログ、ワボン、レヴィ、ジダン・ギュイス）
- スーパーロボット大戦XO（ドレン、デスバン）
- ゼノサーガ エピソードIII［ツァラトゥストラはかく語りき］（ヘルマー）
- BLOOD+ 双翼のバトル輪舞曲（マイルス）
- マブラヴ オルタネイティヴ 全年齢版（井口艦長）

2008年
- 機動戦士ガンダム ギレンの野望 アクシズの脅威（ドレン、バロム、ノイエン・ビッター、ガデブ・ヤシン）
- スーパーロボット大戦A PORTABLE（ノイエン・ビッター）

2009年
- 機動戦士ガンダム ギレンの野望 アクシズの脅威V（ドレン、バロム、ノイエン・ビッター、ガデブ・ヤシン）
- スーパーロボット大戦NEO（邪神ドラゴ）

2010年
- ぼくのなつやすみポータブル2 ナゾナゾ姉妹と沈没船の秘密!（お坊さん）

2011年
- 機動戦士ガンダム オンライン（ボラスキニフ）
- 機動戦士ガンダム 新ギレンの野望（ドレン、バロム、ノイエン・ビッター、ボラスキニフ、ホルスト・ハーネス）
- 第2次スーパーロボット大戦Z 破界篇（インゲ・リーマン）

2012年
- Kinect ラッシュ: ディズニー/ピクサー アドベンチャー（シェリフ）

2013年
- スーパーロボット大戦Operation Extend（ドレン、インゲ・リーマン、邪神ドラゴ）

2015年
- スーパーロボット大戦BX（闇の皇帝ジークジオン）
- デジモンストーリー サイバースルゥース（又吉五郎）

2017年
- クラッシュ・バンディクー ブッとび3段もり!（エヌ・トロピー）
- ソラとウミのアイダ（宇田川源太）
- ONE PIECE トレジャークルーズ（ネコマムシ）

2018年
- フルメタル・パニック！ 戦うフー・デアーズ・ウィンズ（ジョン・ジョージ・コートニー）

2020年
- クラッシュ・バンディクー4 とんでもマルチバース（エヌ・トロピー）

2021年
- ガールフレンド（仮）（悪神職男）

### ドラマCD
- 幻想魔伝 最遊記（奉安）
- サクラ大戦 ドラマCD 帝国歌劇団花組（米田一基）
- 西洋骨董洋菓子店（宇田川刑事）
- 蒼天の拳 ドラマCDブック（謎の老人）
- ドラゴンランス戦記（アスティヌス）
- ニューヨーク・ニューヨーク（ジョージ・ウォーカー）
- CDドラマ・北欧神話・伝説シリーズ（オーディーン）

### 吹き替え

#### 担当俳優
アンソニー・ホプキンス
- ザ・ワイルド（チャールズ・モース）※ソフト版
- ドラキュラ（ヴァン・ヘルシング教授）※新ソフト版・テレビ朝日版
- ハワーズ・エンド（ヘンリー・ウィルコックス）

カートウッド・スミス
- エル・カミーノ・クリスマス（ボブ・フラー保安官）
- フォートレス（ポー）※ソフト版
- 暴走特急（スタンリー・クーパー将軍）※ソフト版
- ランボー3/怒りのアフガン（グリッグス）※日本テレビ版
- ロボコップ（クラレンス・ボディッカー）※VHS版

サミュエル・L・ジャクソン
- 英雄の条件（テリー・L・チルダーズ大佐）※ソフト版
- ケイブマン（ロミュラス）
- 死の接吻（カルヴィン・ハート）
- ダイ・ハード3（ゼウス・カーバー）※ソフト版
- チェンジング・レーン（ドイル・ギプソン）
- ディープ・ブルー（ラッセル・フランクリン）
- フルーク（ランボー）
- プレイヤー/死の祈り（ルイス・バチスト）
- 勇者たちの戦場（ウィル・マーシュ）

ジーン・ハックマン
- ザ・ファーム 法律事務所（エイヴァリー・トラー）
- 勝利への旅立ち（ノーマン・デイル）
- トワイライト 葬られた過去（ジャック・エイムス）
- ムースポート（モンロー・コール）
- リプレイスメント（ジミー・マクギンティ）

ジェームズ・ガンドルフィーニ
- オール・ザ・キングスメン（タイニー・ダフィ）
- ザ・ソプラノズ 哀愁のマフィア（トニー・ソプラノ）※シーズン2以降
- サブウェイ123 激突（市長）
- ザ・メキシカン（ウィンストン・ボルドリー）※ソフト版
- ターミナル・ベロシティ（ベン・ピンクウォーター）
- ロンリーハート（チャールズ・ヒルダーブランド）

J・T・ウォルシュ
- ア・フュー・グッドメン（マシュー・アンドリュー・マーキンソン中佐）
- 交渉人（テレンス・ニーバウム）※テレビ朝日版
- 34丁目の奇跡（エド・コリンズ）

ジョン・マルコヴィッチ
- 愛のめぐりあい（ディレクター）
- クロスボーンズ/黒ひげの野望（エドワード・“黒ひげ”・ティーチ）
- メッセージ（ケイ）
- リプリーズ・ゲーム（トム・リプリー）

ジョン・リスゴー
- 愛の拘束（フィリップ・ミルズ）
- ザ・デイ・アフター（ジョー・ハクスリー）
- 私立探偵モーゼス（サム・セバスチャン）
- ペリカン文書（スミス・キーン編集長）※テレビ朝日版
- リコシェ/炎の銃弾（アール・タルボット・ブレイク）※VHS版

スチュアート・ウィルソン
- アウト・オブ・タイム（サリバン）※ソフト版
- 死と処女（ジェラルド・エスコバル）
- ノー・エスケイプ（マリク）※ソフト版
- リーサル・ウェポン3（ジャック・トラヴィス）※ソフト版
- レジェンド・オブ・アロー（ロビン・フッド）※ソフト版

ダニー・グローヴァー
- エンジェルス（ジョージ・ノックス）
- 刑事ジョン・ブック 目撃者（ジェームス・マクフィー）※テレビ朝日版
- シャギー・ドッグ（ケン・ホリスター）
- ソウ（デイビッド・タップ捜査官）
- ソウ5 ※ソウの回想シーン
- ダンボドロップ大作戦（サム・ケイヒル大尉）
- バット★21（バーソロミュー・クラーク大尉）※VHS版
- プレデター2（マイケル・R・ハリガン警部補）※テレビ朝日版
- ミスター・ピッグ（アンブローズ）
- ミッドナイト・トレイン（マイルズ）
- リーサル・ウェポンシリーズ（ロジャー・マータフ）※テレビ朝日版
  - リーサル・ウェポン
  - リーサル・ウェポン2/炎の約束
  - リーサル・ウェポン3
  - リーサル・ウェポン4

デニス・フランツ
- アメリカン・バッファロー（ドニー）
- 殺しのドレス（マリーノ刑事）※テレビ朝日版
- ダイ・ハード2（カーマイン・ロレンゾ署長）※ソフト版
- ミッドナイトクロス（マニー・カープ）※テレビ朝日版

デニス・ホッパー
- ウォーターワールド（ディーコン）※ソフト版
- トゥルー・ロマンス（クリフォード・ウォリー）※テレビ東京版
- ヘルライド（エディ・ゼロ）

デルロイ・リンドー
- クロッカーズ（ロドニー・リトル）
- ザ・プロフェッショナル（ボビー “ボブ”・ブレイン）
- ザ・ワン（ハリー・ローデッカー）※ソフト版
- 身代金（ロニー・ホーキンス捜査官）※ソフト版

ドナルド・サザーランド
- 悪魔を憐れむ歌（スタントン警部補）※ソフト版
- コールド マウンテン（モンロー牧師）※ソフト版
- 世界にひとつの金メダル（ジョン・レスター）
- バックドラフト（ロナルド・バーテル）※ソフト版

トミー・リー・ジョーンズ
- 英雄の条件（ヘイズ・“ホッジ” ホッジス大佐）※フジテレビ版
- ダブル・ジョパディー（トラヴィス・レーマン）※ソフト版
- 沈黙の戦艦（ウィリアム・ストラニクス）※テレビ朝日版
- ハンテッド（L.T.ボナム）※ソフト版

ニック・ノルティ
- エンド・オブ・ステイツ（クレイ・バニング）
- 金色の嘘（アダム・ヴァーヴァー）
- Uターン（ジェイク・マッケンナ）

ハーヴェイ・カイテル
- アサシン 暗・殺・者（ビクター）※日本テレビ版
- グレイスランド（エルヴィス・プレスリー）
- ゴルバチョフへの手紙（ニコライ）
- U-571（ヘンリー・クロフ曹長）※ソフト版
- ルル・オン・ザ・ブリッジ（イジー・モーラー）
- レッド・ドラゴン（ジャック・クロフォード）※ソフト版

ピーター・ボイル
- 怒りの街 ニューヨーク（ライアン）
- クライシス2050（ティーグ）※劇場公開版
- 候補者ビル・マッケイ（マーヴィン・ルーカス）
- ポセイドン・アドベンチャー2（フランク）※TBS版

モーガン・フリーマン
- アンフィニッシュ・ライフ（ミッチ・ブラッドリー）
- イルカと少年（キャメロン・マッカーシー博士）
- エンド・オブ・ステイツ（アラン・トランブル大統領）
- グローリー（ジョン・ローリンズ曹長）※ソフト版
- 最高の人生（マイルズ・エヴァンス）
- ショーシャンクの空に（エリス・ボイド・“レッド”・レディング）※ソフト版
- 素敵な人生のはじめ方（彼）
- セブン（ウィリアム・サマセット刑事）※フジテレビ版
- Solos 〜ひとりひとりの回想録〜（スチュアート、ナレーター）
- ダークナイト トリロジー（ルーシャス・フォックス）
  - バットマン ビギンズ ※劇場公開版
  - ダークナイト ※ソフト版
  - ダークナイト ライジング

- チェーン・リアクション（ポール・シャノン）※ソフト版
- トータル・フィアーズ（ウィリアム・キャボット）※フジテレビ版
- ドリーム・キャッチャー（アブラハム・カーティス大佐）
- 87分の1の人生（ダニエル）
- BORN TO BE WILD 3D -野生に生きる-（ナレーター）
- 私たちの地球の生命（ナレーター）

ラウル・ジュリア
- アイズ（マイケル）
- アダムス・ファミリー（ゴメズ・アダムス）※日本テレビ版
- アダムス・ファミリー2（ゴメズ・アダムス）※日本テレビ版

リチャード・ラウンドトゥリー
- コーキー・ロマーノ FBI潜入捜査官?（ハワード・シュースター）
- シティヒート（スウィフト）※テレビ朝日版
- 空の大怪獣Q（パウエル巡査部長）
- T-REX（リンチ長官）
- 冒険野郎マクガイバー シーズン6 #1（ハインズ）
- ポリス・コマンドー/炎の大捜査線（ビル・ブライアント）
- リーサル・ウェポン シーズン3 #3（ドナルド・"ドン"・ベネット）
- 隣人は闇に潜む（マイルズ・ポーター）

ロバート・デ・ニーロ
- アンタッチャブル（アル・カポネ）※ソフト版・テレビ朝日版
- 真実の瞬間（デヴィッド・メリル）
- 15ミニッツ（エディ・フレミング）※ソフト版
- マチェーテ（ジョン・マクラフリン上院議員）
- ミッドナイト・ラン（ジャック・ウォルシュ）※テレビ朝日版
- 未来世紀ブラジル（アーチボルド・“ハリー”・タトル）

ロバート・デュヴァル
- カラーズ 天使の消えた街（ボブ・ホッジス）
- 告白（トム・スペラシー）
- サンキュー・スモーキング（ザ・キャプテン）
- 60セカンズ（オットー）※日本テレビ版
- スカーレット・レター（ロジャー・チリングワース）
- フォー・クリスマス（ハワード・マクヴィー）
- フォーリング・ダウン（プレンダガスト刑事）※ソフト版

#### 映画（吹き替え）
- アイアン・ウィル/白銀に燃えて（ボルグ・ギラーソン）
- アイズ ワイド シャット（赤い外套の男）
- 愛と哀しみの旅路 ※ソフト版
- 愛と精霊の家（エステバン・トルエバ〈ジェレミー・アイアンズ〉）
- アイランド（ヒゾナー）
- アウト・フォー・ジャスティス（サミー〈ジャンニ・ルッソ〉、キング）※テレビ朝日版
- アウトランド
- アウトロー・ポリス/傷だらけのバッジ（スターリング署長〈ドン・S・デイヴィス〉）
- 青い珊瑚礁（船長〈アラン・ホップグッド〉）
- 青い夢の女（マックス・キュブレール）
- アクション・ジャクソン/大都会最前線（署長〈ビル・デューク〉）
- 悪魔の受胎（カール）
- アトミック・トレイン（ウォリー〈ジョン・フィン〉）※テレビ朝日版
- あなたに降る夢（エンジェル・デュプリー〈アイザック・ヘイズ〉）
- アビス（キャットフィッシュ）※ソフト版
- アフリカン・ダンク（マーク・コリンズ）
- アマデウス（エマヌエル・シカネーダー〈サイモン・キャロウ〉）
- アメリ（ラファエル・プーラン）
- アメリカン・グラフィティ（カーセールスマン）※TBS版
- アメリカン・ドリームズ（ウォリー首席補佐官〈ウィレム・デフォー〉）
- アメリカン・ハート（ノーマンディ）
- アメリカン・ヒストリーX（ボブ・スウィーニー〈エイヴリー・ブルックス〉）
- アラビアのロレンス（ジャクソン・ベントリー〈アーサー・ケネディ〉）※テレビ東京版
- アラン・ドロンのゾロ（メルケル大尉）※テレビ朝日新録版
- アルカトラズからの脱出
- アルマゲドン（ダン・トルーマン〈ビリー・ボブ・ソーントン〉）※フジテレビ版
- アンダー・ファイア（マルセル・ジャジー〈ジャン＝ルイ・トランティニャン〉）
- イウォーク・アドベンチャー（ジェレミット）※テレビ版
- 生き残るヤツ（ビリー・ダイナマイト）
- 1911（黎元洪）
- いとこのビニー（ジョン・ギボンズ〈オースティン・ペンドルトン〉、ジミー・ウィリス）
- イレイザー（ロバート・ドゥゲラン〈ジェームズ・カーン〉）※日本テレビ版
- ウィズ（ライオン〈テッド・ロス〉）
- ウィンター・ローズ（ウィル〈リップ・トーン〉）
- ウェールズの山（モーガン〈コルム・ミーニイ〉）
- ウェドロック（フランク・ウォーレン〈ルトガー・ハウアー〉）※VHS版
- ウォール街（ラリー・ワイルドマン〈テレンス・スタンプ〉）※テレビ朝日版
- 美しき獲物（フランク・セドマン署長〈トム・スケリット〉）
- ウルフ（ブリッジャー刑事〈リチャード・ジェンキンス〉）※テレビ朝日版
- A.I.（ジョンソン卿〈ブレンダン・グリーソン〉）※TBS版
- エア★アメリカ（ドナルド・レモンド少佐〈ケン・ジェンキンス〉）※ソフト版
- エアポート'77/バミューダからの脱出（チェンバース〈ロバート・フォックスワース〉、ポール・グレイ艦長）※テレビ朝日版
- エアポート'98（ウォーレン・バンクス）
- エイセス/大空の誓い（クロフォード〈トム・バウアー〉）※ソフト版
- 英雄 国姓爺合戦（鄭芝龍）
- エイリアン3（モース〈ダニー・ウェッブ〉）※劇場公開版
- エイリアン・ネイション（タグ）※テレビ朝日版
- エクスタミネーター（ジーノ〈ディック・ボッチェリ〉）※テレビ東京版
- エクスペンダブルズ（ガルザ将軍〈デイヴィッド・ザヤス〉）
- エクソシスト3（モーニング神父〈ニコール・ウィリアムソン〉、ステッドマン刑事）※VHS版
- エバーラスティング 時をさまようタック（ロバート・フォスター〈ヴィクター・ガーバー〉）
- えびボクサー（アム）
- F/X 引き裂かれたトリック（マードック）
- エレジー（デイヴィッド・ケペシュ〈ベン・キングズレー〉）
- オーケストラの少女（運転手〈フランク・ジェンクス〉）※テレビ版1
- オーバー・ザ・トップ（グリズリー）※TBS版
- オープン・ユア・アイズ（デュベルノワ）
- オーメン2/ダミアン（チャールズ・ウォーレン博士）※TBS版
- オール・ザット・ジャズ（ラリー・ゴールディ〈デヴィッド・マーギュリーズ〉、ゲリー医師）※LD版
- 大いなる眠り（ジョー・ブロディ〈エドワード・フォックス〉）※TBS版
- 狼 男たちの挽歌・最終章（ジョニー・ウェン〈シン・フイオン〉）※ソフト版
- 狼たちの絆（チョウ〈ケネス・ツァン〉）
- 狼よさらば 地獄のリベンジャー（トミー・オシェイ〈マイケル・パークス〉）
- おかしな関係（スティーヴ・ロパリノ〈ジョージ・ズンザ〉）
- 俺たちは天使じゃない（保安官）
- カーテンコール/ただいま舞台は戦闘状態（ロイド・フェローズ〈マイケル・ケイン〉）
- ガールファイト（ヘクター・ソト）
- カサノバ
- 火山高（教頭）
- カスケーダー（大佐〈ハイナー・ラウターバッハ〉）
- 風と共に去りぬ（ポーク）※日本テレビ新録版
- 彼女たちの時間（ワルテル・アマール〈ジャン＝ピエール・カルフォン〉）
- ガバリン（チェット・パーカー〈マイケル・エンサイン〉）
- カフス!（モリノ署長〈トロイ・エヴァンス〉）
- ガンジー ※フジテレビ版
- 完全犯罪（トム・ケリー）
- カントリーベアーズ（テッド・ベダーヘッド〈ディードリック・ベイダー〉[53]）
- ギフト（パール・ジョンソン保安官〈J・K・シモンズ〉）
- 騎兵隊（マイルス大佐）※TBS新録版
- キャノンボール（バットマン[54]）※テレビ朝日版
- キャノンボール3 新しき挑戦者たち（アレック・スチュアート〈マット・フリューワー〉）※TBS版
- キャリントン（リットン・ストレイチー〈ジョナサン・プライス〉）
- ギャング・イン・ブルー（アンドレ・スピアー〈メルヴィン・ヴァン・ピーブルズ〉）
- ギャング・オブ・ニューヨーク（ウィリアム・"ボス"・トゥイード〈ジム・ブロードベント〉）※ソフト版
- 9000マイルの約束（ドクター・シュタウファー〈ミヒャエル・メンドル〉）
- 脅迫（トミー・ヴィシー〈ウィリアム・ハート〉）
- 恐怖の魔力/メドゥーサ・タッチ
- 恐竜の島（シュワルツ）
- キョンシークエスト1 妖怪一家の大冒険（ルー博士）
- KILLER/第一級殺人（クインス所長〈リチャード・リール〉）
- ギルティ/罪深き罪（ディアンジェロ検事）
- Q&A（ボビー・テキサドール〈アーマンド・アサンテ〉）※ソフト版
- キング・アーサー（ゲルマヌス司教）
- 雲の中で散歩（アルベルト・アラゴン〈ジャンカルロ・ジャンニーニ〉）
- クライング・ゲーム（デイヴ〈ラルフ・ブラウン〉、トミー）
- クラッシャー/大津波（ジョン・ウォール博士〈コービン・バーンセン〉）
- クラッシュ・ダイブ 急速潜航（クライトン艦長）※フジテレビ版
- グランドゼロ（ホッキング）
- グリーン・カード（ゴルスキー〈イーサン・フィリップス〉）
- クリス・ファーレイはトミーボーイ（ザリンスキー〈ダン・エイクロイド〉）
- グレイストーク -類人猿の王者- ターザンの伝説（ジェフソン・ブラウン〈イアン・チャールソン〉）※テレビ朝日版
- クレイドル・ウィル・ロック（フランク・マーヴェル〈バーナード・ヒューズ〉）
- グローリー（アンドリュー知事）※日本テレビ版
- クローンズ（リーズ博士〈ハリス・ユーリン〉）
- 黒馬物語（ウィリアム卿）※VHS版
- クロコダイル・ダンディー（シンプソン）※フジテレビ版
- クロコダイル・ダンディー2（ルイス・リコ）※ソフト版、（ミゲル〈ファン・フェルナンデス〉）※フジテレビ版
- クロッシング・ガード（フレディ・ゲイル〈ジャック・ニコルソン〉）
- 黒ひげ大旋風（黒ひげ〈ピーター・ユスティノフ〉）※ソフト版
- 刑事ニコ/法の死角（ネルソン・フォックス〈チェルシー・ロス〉）※TBS版
- 激走!5000キロ（ウィリアムズ警官）※TBS版
- 激突!（バス運転手）※日本テレビ版
- 激突!キョンシー小僧VS史上最強のカンフー悪魔軍団（招強）
- 原子力潜水艦浮上せず（ブルーム大尉）
- ゴースト・パパ（エリオット・ホッパー〈ビル・コスビー〉）
- ゴールデン・チャイルド（ボッグス刑事、アメリカ人）※フジテレビ版
- コーンヘッズ（ベルダー・コーンヘッズ〈ダン・エイクロイド〉）
- 恋するための3つのルール（フランク・ヴィターレ〈ジェームズ・カーン〉）
- 恋にあこがれて in N.Y.（ストルコフ〈ジェイ・プレジオー〉）
- 恋におちたシェイクスピア（リチャード・バーベッジ）
- 告発（ウィリアム・マクニール〈ウィリアム・H・メイシー〉）
- 告発の行方（ポール・ルドルフ検事〈カーメン・アルジェンツィアノ〉）※テレビ朝日版
- ゴッドファーザー PART III（ランベルト枢機卿〈ラフ・ヴァローネ〉）※ソフト版
- コットンクラブ（ダッチ・シュルツ〈ジェームズ・レマー〉）※TBS版
- コップス&ロバーソン（ノーマン・ロバーソン〈チェビー・チェイス〉）
- コピーキャット（クイン警部〈J・E・フリーマン〉）※テレビ東京版
- コブラ（トニー・ゴンザレス〈レニ・サントーニ〉）※TBS版
- コマンドー（エンリケ）※TBS版
- ゴリラ（ベイカー〈エド・ローター〉）※テレビ朝日版
- コロンブス（ペレス修道士）
- コンボイ（チャック・アーノルド）
- サイコ2（地方検事）
- 最'新'絶叫計画（マクフィーリー神父〈ジェームズ・ウッズ〉）※ソフト版
- 最前線物語 ※TBS版
- サイレンサー/地球侵略（チャック・ラファティ〈ジャック・スカリア〉）
- ザ・グリード（サイモン・キャントン〈アンソニー・ヒールド〉）※テレビ朝日版
- ザ・サイレンサー MAGNUM357（エディ・クック刑事〈ロバート・デヴィ〉）
- 砂塵（ハイラム・スレイド町長）※ソフト版
- さすらいの航海（ミルトン・ゴールドスミス）
- 殺意の香り（競売人）
- 殺人魚フライングキラー（マル）※日本テレビ版
- 殺人のはらわた（ブリックマン〈ブラッドフォード・ディルマン〉）
- ザ・フォッグ（ダン・オバノン）※ソフト版
- ザ・フライ2 二世誕生（スコービー〈ゲイリー・チョーク〉）※ソフト版
- ザ・プレイヤー（ウォルター〈フレッド・ウォード〉）※ソフト版
- サマー・オブ・サム（ルイージ〈ベン・ギャザラ〉）
- さまよう魂たち（ハイルズ大佐〈R・リー・アーメイ〉）
- さらば友よ（メルーティス警部）※TBS版
- ザ・ロック（アーネスト・パクストンFBI局長〈ウィリアム・フォーサイス〉）※日本テレビ版
- サンタ・バディーズ 小さな5匹の大冒険（サンタ・ドッグ〈トム・ボズリ〉）
- サンタリア 魔界怨霊
- シーウルフ（ヨギ・クロスレイ少佐〈パトリック・マクニー〉）
- シー・オブ・ラブ（シャーマン〈ジョン・グッドマン〉）※テレビ朝日版
- ジェイド（ルー・エドワーズ〈リチャード・クレンナ〉）
- ジェイン・エア（エドワード・ロチェスター〈ウィリアム・ハート〉）
- ジェロニモ（チャト）
- 始皇帝暗殺（荊軻〈張豊毅〉）
- 地獄の黙示録（シェフ〈フレデリック・フォレスト〉）※日本テレビ版
- シザーハンズ（アレン巡査〈ディック・アンソニー・ウィリアムズ〉）※ソフト版
- 7月4日に生まれて（ロンの父〈レイモンド・J・バリー〉）※テレビ朝日版
- 十戒（ダタン〈エドワード・G・ロビンソン〉[55]）
- シャーキーズ・マシーン（スマイリー）
- ジャスト・マリッジ（ダン・マクナニー〈デヴィッド・ラッシュ〉）
- ジャッキー・チェンの醒拳（マスター〈ディーン・セキ〉）※劇場公開版
- ジャッキー・チェンの秘龍拳/少林門（トウ・チン〈サモ・ハン・キンポー〉[56]）
- ジャッジ・ドレッド（ジャッジ・グリフィン〈ユルゲン・プロホノフ〉）※ソフト版
- シャンハイ・ヌーン（ネイサン〈ザンダー・バークレー〉）※テレビ朝日版
- 上海ブルース（マネージャー〈ウー・フォン〉）
- 13日の金曜日 PART3（ハロルド）
- ジュエルに気をつけろ!（ジミー神父〈リチャード・ジェンキンス〉）
- ジュニア（ラリー・アーボガスト〈ダニー・デヴィート〉）※ソフト版
- 情事（サンドロ〈ガブリエーレ・フェルツェッティ〉）
- 少林寺（曇宗和尚）※ソフト版
- 処刑人（イル・ドゥーチェ〈ビリー・コノリー〉）
- 処刑人II（コンチェーツィオ・ヤカヴェッタ〈ジャド・ネルソン〉）
- ジョニー・ハンサム（ヴィク）
- シルバー・ブリット/死霊の牙（ハラー保安官〈テリー・オクィン〉）
- 白いカラス（レスター・ファーリー〈エド・ハリス〉）
- 白と黒のナイフ（ファブリジー）
- 新・明日に向って撃て!（ジョー・レフォーズ〈ピーター・ウェラー〉）
- 新・おしゃれ泥棒（フィッツモリス）※テレビ東京版
- 新・脱獄の用心棒（ケリー）
- 新ポリス・ストーリー（ハン警部〈ケント・チェン〉）※ソフト版
- スーパー・タッチダウン（フィリップ・イライアス学部長〈ラリー・ミラー〉）
- スーパーマン（コーチ、エアフォース・ワンの操縦士）※テレビ朝日旧録版
- スーパーマンII/冒険篇（レポーター〈リチャード・ルパルメンティエ〉）※テレビ朝日旧録版
- 推定無罪（ダン・リップランザー〈ジョン・スペンサー〉）
- 推定有罪（ギャレット・アダムズ）※NHK版
- スウィート・ノベンバー（チャズ・ワトリー〈ジェイソン・アイザックス〉）
- スウォーズマン 剣士列伝（岳不羣）
- スター・ウォーズ・シリーズ
  - スター・ウォーズ エピソード4/新たなる希望（コナン・アントニオ・モッティ提督〈リチャード・ルパルメンティエ〉）※ソフト版、（ビッグス・ダークライター〈ギャリック・ヘイゴン〉、デイン・ジャー中佐〈アル・ランパート〉）※日本テレビ版1、（カシオ・タッグ将軍〈ドン・ヘンダーソン〉）※日本テレビ版3
  - スター・ウォーズ エピソード5/帝国の逆襲（マクシミリアン・ヴィアーズ将軍〈ジュリアン・グローヴァー〉）※日本テレビ版
  - スター・ウォーズ エピソード6/ジェダイの帰還（クリックス・メイディン将軍〈ダーモット・クローリー〉）※ソフト版
- スターフライト・ワン（ジョシュ・ギリアム〈ハル・リンデン〉）
- スタスキー&ハッチ（ドビー警部〈フレッド・ウィリアムソン〉）
- スチュアート・リトル（スモーキー〈チャズ・パルミンテリ〉）※テレビ朝日版
- スティーヴン・キング/痩せゆく男（リチャード・ジネリ〈ジョー・マンテーニャ〉）
- スティング（ドイル・ロネガン〈ロバート・ショウ〉）※ソフト版
- ステラ（エド・マン〈ジョン・グッドマン〉）※ソフト版
- ストーリーブック 屋根裏の魔法使い（ウッディ〈リチャード・モール〉）
- スニーカーズ（ホィッスラー〈デヴィッド・ストラザーン〉）※ソフト版
- スパイダーマン2（ディコヴィッチ〈エリヤ・バスキン〉）
- スパイダーマン3（ディコヴィッチ〈エリヤ・バスキン〉）
- スペースバンパイア（パーシー・ヘーゼルタイン卿）※テレビ朝日新録版
- スペースボール（サンダース大佐〈ジョージ・ワイナー〉）
- スモーク（サイラス・コール〈フォレスト・ウィテカー〉）
- スリー・リバーズ（ニック〈デニス・ファリーナ〉）※ソフト版
- 聖なる嘘つき（マックス・フランクフルター〈アラン・アーキン〉）
- 絶体×絶命（ジェレマイア・キャシディ〈ブライアン・コックス〉）※ソフト版
- セブン・イヤーズ・イン・チベット（ンガプー・ンガワン・ジクメ〈B・D・ウォン〉、摂政〈ダニー・デンゾンパ〉）※機内上映版
- 戦火の勇気（ハーシュバーグ将軍〈マイケル・モリアーティ〉）※ソフト版
- 卒業白書（ルザフォード〈リチャード・メイサー〉）
- ソルジャー・ボーイ（モーテルのオーナー〈ジェフリー・ルイス〉）
- ダーク・アベンジャー/暗闇からの復讐者（コリン・トレメイン〈グレッグ・ヘンリー〉）
- ダーティハリー2（フランク・パランシオ）※テレビ朝日版
- ダーティハリー5（ガス・ウィーラー、フリードマン医師、トーマス・マクシェリー検事補）
- ダーティ・メリー/クレイジー・ラリー（ヘリコプターのパイロット）※フジテレビ版
- ターミネーター2（エンリケ〈カスチュロ・ゲッラ〉）※ソフト版1
- 対決（クラーク中佐〈ティム・リード〉）※テレビ東京版
- 第5惑星（スタッブス〈ブライオン・ジェームズ〉）
- 大脱走（ロジャー・バートレット〈リチャード・アッテンボロー〉）※テレビ東京版
- タイタニック（ルイス・ボーディーン〈ルイス・アバナシー〉）※ソフト版
- 第27囚人戦車隊（ワイズハーゲン大佐〈デビッド・キャラダイン〉）
- ダイ・ハード（エディ）※テレビ朝日版
- ダイ・ハード3（ウォルター・コッブ警部）※テレビ朝日版
- ダイヤルM（カラマン刑事〈デヴィッド・スーシェ〉）※ソフト版
- 太陽にかける橋/ペーパー・タイガー（警察署長）
- 大陸横断超特急（ジェリー・ジャーヴィス〈フレッド・ウィラード〉）※LD版
- 宝島（トレローニー〈ウォルター・フィッツジェラルド〉）※DVD版
- 旅する女/シャーリー・バレンタイン（リノス）
- ダブル・インパクト（フランク・エイヴリー〈ジェフリー・ルイス〉）※テレビ朝日版
- 007シリーズ
  - 007/サンダーボール作戦（フェリックス・ライター）※TBS版
  - 007/美しき獲物たち（コンリー）※TBS版
  - 007/消されたライセンス（ミルトン・クレスト〈アンソニー・ザーブ〉）※JAL機内上映版
  - 007 トゥモロー・ネバー・ダイ（ジャック・ウェイド〈ジョー・ドン・ベイカー〉[57]）※テレビ朝日版
- ダブルチーム（タックスマン〈ポール・フリーマン〉）※ソフト版
- 弾丸特急ジェット・バス（カーツ獣医師）
- ダンシング・ヒーロー（リコ）
- 地下鉄のザジ（トゥランド）
- チキンハート・ブルース（保安官〈リップ・トーン〉）
- 地底探検 ※フジテレビ版
- チャーリーズ・エンジェル（ボスレー〈ビル・マーレイ〉）※テレビ朝日版
- チャイナタウン（ローチ）
- チャタレイ夫人の恋人（神父）
- 追想（大尉〈ヨアヒム・ハンセン〉）
- ツイ・ハークの霊戦英雄伝（キョン〈ユー・ロングァン〉）
- ティーン・ウルフ（ソーン教頭）
- ディア・ハンター（ジョン〈ジョージ・ズンザ〉）
- デストラスト/疑惑のシナリオ（ベン・マッカーシー〈ブライオン・ジェームズ〉）
- デッドゾーン（クレメント・ダーディス）
- デッドマン（ジョン・スコフィールド〈ジョン・ハート〉）
- 鉄板英雄伝説（美術館の館長〈デビッド・キャラダイン〉）
- 鉄板スポーツ伝説（フレディ・ワイズマン〈カール・ウェザース〉）
- デューン/砂の惑星（スティルガー〈エヴェレット・マッギル〉）※テレビ朝日版
- デリンジャー（二枚目フロイド、ジョージ・ケリー）※TBS版
- デルタ・フォース（アブドル・ラファイ〈ロバート・フォスター〉）
- テン（バーニー・カウフマン）
- DENGEKI 電撃（ダニエルズ〈ブルース・マッギル〉）※日本テレビ版
- 天使にラブ・ソングを2（トーマス神父〈ブラッド・サリヴァン〉、ジョンソン〈ビル・デューク〉）※ソフト版
- トータル・リコール（ジョージ/クワトー〈マーシャル・ベル〉）※ソフト版
- トーマス・クラウン・アフェアー（パレッティ刑事〈フランキー・フェイソン〉）※フジテレビ版
- トゥルー・クライム（アラン・マン〈ジェームズ・ウッズ〉）※日本テレビ版
- 特殊部隊フォースメジャー/ハイジャック殲滅作戦（ティロ・ゲッスル）
- Dr.ギグルス（エヴァン・レンデル〈ラリー・ドレイク〉）
- ドクター・ドリトル（アーチャー・ドリトル〈オジー・デイヴィス〉）※日本テレビ版
- ドクター・ドリトル2（ジョゼフ・ポッター〈ジェフリー・ジョーンズ〉）※ソフト版
- ドッグ・ソルジャー（ライアン大尉〈リアム・カニンガム〉）
- トップ・シークレット（エージェント・セドリック〈オマル・シャリーフ〉）
- 友は風の彼方に（ラウ警部）
- ドラゴン少林拳（ツァオ）
- トレマーズ（ネスター・カニンガム）※ソフト版
- ドン・ボスコ（クレメンティ警視総監〈チャールズ・ダンス〉）
- ナインハーフ（ハーヴェイ〈デヴィッド・マーギュリーズ〉）
- ナティ物語（ソル〈レイ・ワイズ〉）※Disney+版
- N.Y.式ハッピー・セラピー（バディ・ライデル〈ジャック・ニコルソン〉）
- ネバーエンディング・ストーリー3（バーキー）※テレビ朝日版
- 眠れない夜はあなたと（レイ・ガーヴィン）
- ノーマンズ・ランド（ヴィンセント・ブレイシー〈ランディ・クエイド〉）※テレビ朝日版
- 農場の死（ジョン・カーター〈パトリック・マラハイド〉）
- バーグラント（ラルフ・バーファス警部〈マイケル・アイアンサイド〉）
- ハード・トゥ・キル（グッドハート部長刑事〈ディーン・ノリス〉、カラブリース）※テレビ朝日版
- ハード・プレイ（アレックス・トレベック）
- ハートブレイク・リッジ 勝利の戦場（パワーズ少佐〈エヴェレット・マッギル〉）※TBS版
- バーバーショップ（エディ〈セドリック・ジ・エンターテイナー〉）
- バーバーショップ3 リニューアル!（エディ〈セドリック・ジ・エンターテイナー〉）
- 陪審員（ブーン〈マット・クレイヴン〉）※ソフト版
- ハイダウェイ（ジョナス〈アルフレッド・モリーナ〉）
- 白熱（デュード）
- バス停留所（ナイトクラブのマネージャー）※テレビ東京版
- 裸の銃を持つ男 Part33 1/3 最後の侮辱（ロッコ・ディロン〈フレッド・ウォード〉）※ソフト版
- バック・トゥ・ザ・フューチャー（サム・ベインズ〈ジョージ・ディセンゾ〉）※ソフト版、（ジェラルド・ストリックランド〈ジェームズ・トールカン〉）※テレビ朝日版
- バック・トゥ・ザ・フューチャー PART3（コルト銃のセールスマン）※ソフト版
- バットマン・オリジナルムービー（ジョーカー〈シーザー・ロメロ〉）※TBS新録版
- パットン大戦車軍団（チャールズ・R・コッドマン大佐）※日本テレビ新録版
- ハドソン・ホーク（アルフレッド）※フジテレビ版
- 波止場（ケーヨ・デューガン）※テレビ朝日版
- バトルトラック（ウィリー〈ブルーノ・ローレンス〉）
- バトルランナー（ウィリアム・ラウリン〈ヤフェット・コットー〉）※フジテレビ版
- バニシング・レッド（セヴェランス〈ジョージ・シーガル〉）※テレビ朝日版
- ハバナ（フリオ・ラモス〈トニー・プラナ〉）
- 薔薇の素顔（マルティネス〈ルーベン・ブラデス〉）※テレビ東京版
- ハリウッドにくちづけ（ジャック・フォークナー〈デニス・クエイド〉）
- パリの恋人（ポール・デュヴァル）※機内上映版
- 遥かなる大地へ（マイク・ケリー〈コルム・ミーニイ〉、バンディング）
- ハロウィンII（ブラケット保安官〈チャールズ・サイファーズ〉）
- パワープレイ（アンワー中佐〈ハーヴェイ・アトキン〉、ディック・カヴェット）
- ハンター（ビリー・ジョー）※テレビ朝日版
- バンデットQ（ウォーリー）
- 必殺ビッグガン/最後の標的（モーベル〈ジャン＝ルイ・リシャール〉）※テレビ朝日版
- 羊たちの沈黙（テイト巡査部長）※テレビ朝日版
- ヒドゥン（クリフ・ウィリス〈エド・オロス〉）
- 人質奪還 アラブテロVSアメリカ特殊部隊（ドン・ハーディング少佐〈マーシャル・R・ティーグ〉）
- ビバリーヒルズ・コップシリーズ
  - ビバリーヒルズ・コップ2（ダグラス・トッド警部〈ギルバート・R・ヒル〉）※フジテレビ版、（ジョン・タガート〈ジョン・アシュトン〉）※テレビ朝日版
  - ビバリーヒルズ・コップ3（スティーヴ・フルブライト〈スティーヴン・マクハティ〉）※ソフト版
  - ビバリーヒルズ・コップ: アクセル・フォーリー（ジョン・タガート〈ジョン・アシュトン〉[58]）
- 評決のとき（ルーファス・バックリー〈ケヴィン・スペイシー〉）※ソフト版
- ピラニア（バック・ガードナー〈ディック・ミラー〉）
- ビルとテッドの大冒険（ライアン〈バーニー・ケイシー〉）
- ピンク・パンサー4（ガイ・アルゴ、ポール・ラプロン医師）
- ファースト・キッド/僕のパパは大統領（モートン〈アート・ラフルー〉）
- ファイティング・キッズ（ジミー・ホーン〈ブライアン・デネヒー〉）
- ファイナル・カウントダウン（ダン・サーマン中佐〈ロン・オニール〉）※TBS版
- ファイナル・プロジェクト（イゴーロフ大佐）※ソフト版
- ファイヤークラッシュ/灼熱のカタストロフ（ポール・ベイリス〈ジョン・ノーブル〉）
- ファミリー（アイヴァン・フレイ〈フレデリック・フォレスト〉）※テレビ朝日版
- ファンタズムII（レジー）
- フィッシャー・キング（パリー〈ロビン・ウィリアムズ〉）
- フィラデルフィア・エクスペリメント（バーニー〈スティーヴン・トボロウスキー〉）※フジテレビ版
- フィラデルフィア・エクスペリメント2（ウィリアム・マーラー博士 / フリードリッヒ・マーラー〈ゲリット・グレアム〉）
- FAIL SAFE 未知への飛行（スターク大将〈ビル・スミトロヴィッチ〉）
- フォース（ハリス・ストーン〈ステイシー・キーチ〉）
- THE 4TH KIND フォース・カインド（オーガスト保安官〈ウィル・パットン〉）
- 不機嫌な赤いバラ（ハワード・シェイファー〈ジェームズ・レブホーン〉）
- 不法侵入（ロイ・コール〈ロジャー・E・モーズリー〉）※ソフト版
- フライング・キッズ（ヤーゲン）
- ブラス!（ダニー〈ピート・ポスルスウェイト〉）
- ブラック・ダイヤモンド（ジャンプ・チェンバーズ〈シャイ・マクブライド〉）※テレビ朝日版
- ブラックライダー（アール・ウィンダム〈リチャード・ジャッケル〉）
- フラッシュ・ゴードン（ハンス・ザーコフ博士〈トポル〉）※テレビ朝日版
- ブラッド&ワイン（ヴィクター〈マイケル・ケイン〉）
- プラトーン（ハリス大尉〈デイル・ダイ〉）※テレビ朝日版
- ブラニガン（マイク・トラヴェン警部）
- PLANET OF THE APES/猿の惑星（クラル〈ケイリー＝ヒロユキ・タガワ〉[59]）※日本テレビ版
- フランティック（パスカル〈パトリス・メレネク〉、ケサム〈ヨルゴ・ボヤジス〉）※ソフト版
- フリー・ウィリー3（ジョン・ウェズリー〈パトリック・キルパトリック〉）
- フリーキー・フライデー（ウィリアム・アンドリュース〈ジョン・アスティン〉）
- ブルーサンダー（アイスラン）※テレビ朝日版
- ブルドッグ（ルモ・ルチェロ）※ソフト版
- フル・モンティ（ホース）
- ブレードランナー（ガフ〈エドワード・ジェームズ・オルモス〉）※TBS版
- ブレイド（ウィスラー〈クリス・クリストファーソン〉）※ソフト版
- プレシディオの男たち（ガーフィールド軍曹）※ソフト版
- プレジデントマン/地獄のステルスコマンド（ジョージ・ウィリアムズ〈スチュアート・ホイットマン））※テレビ東京版
- プレデター2（トニー・ポープ）※ソフト版
- フレンチ・コネクション（デブロー）※LD版、（ルー・ボカ）※フジテレビ版
- ブロークン・アロー（プリチェット〈ボブ・ガントン〉）※日本テレビ版
- ブローン・アウェイ/復讐の序曲（ローク隊長〈ジョン・フィン〉）※テレビ朝日版
- プロテクター（ハロルド・コー〈ロイ・チャオ〉[60]）※ソフト版
- ブロブ/宇宙からの不明物体（ハーヴ保安官〈ジェフリー・デマン〉）
- ベートーベン4（ビル）
- ペインテッド・デザート タフ劇場版（ハリー〈ヴィンセント・スキャヴェリ〉）
- ベティ・ルーは犯罪者?（マーシェット〈ザンダー・バークレー〉）
- ヘドウィグ・アンド・アングリーインチ
- ヘルレイザー リターン・オブ・ナイトメア（ラング刑事）
- ボーイズ'ン・ザ・フッド（フューリアス・スタイルズ〈ローレンス・フィッシュバーン〉）
- ホーム・アローン2（ヘクター〈ティム・カリー〉）※ソフト版
- ボーン・コレクター（ハワード・チェイニー〈マイケル・ルーカー〉）※テレビ朝日版
- ホーンテッド・ハウス（ジャック・スミュール〈ジェフリー・デマン〉）
- ポイント・ブランク（オートマン医師〈アラン・アーキン〉）
- 星に想いを（ルイス・バンバーガー〈チャールズ・ダーニング〉）
- 星の王子 ニューヨークへ行く（イジ大佐、ダリルの父）※フジテレビ版
- ホット・ショット2（デントン・ウォルターズ大佐〈リチャード・クレンナ〉）※テレビ朝日版
- ボディ・ダブル
- ボニー&クライド（アーヴィン）
- 炎のエクスタミネーター/非情の黙示録（マックス）
- 炎の大捜査線（クイ〈ジミー・ウォング〉）
- 炎の大捜査線2（オールド・イェン）
- ポリスアカデミー5 マイアミ特別勤務（トニー〈ルネ・オーベルジョノワ〉）※ソフト版
- ポリスアカデミー777/モスクワ大作戦!!（コンスタンチン・コナリ〈ロン・パールマン〉）※ソフト版
- ポリス・ストーリー3（パンサー〈ユン・ワー〉）
- ホワイトハウス狂騒曲（ディック・ドッジ〈レイン・スミス〉）※フジテレビ版
- マーズ・アタック!（トム・ジョーンズ）※テレビ東京版
- マイティ・ジョー（クウェリ〈ロバート・ウィズダム〉）
- マクベイン（フランク〈マイケル・アイアンサイド〉）※VHS版
- マジック（デューク〈エド・ローター〉）
- マジック・ボーイ（サム）
- マシンガン・パニック/笑う警官（検視官〈マット・クラーク〉）
- マダムと奇人と殺人と（レオン警視〈ミシェル・ブラン〉）
- マックQ（ボブ・マホーニー）
- M★A★S★H マッシュ（ワルドスキー医師）※フジテレビ版
- マッドストーン（穴ほり）
- マッハ!!!!!!!!（コム・タン）
- マニアック・コップ（クランシー）
- マネー・ピット（カーリー〈フィリップ・ボスコ〉）※TBS版
- マペットのクリスマス・キャロル（イブニーザー・スクルージ〈マイケル・ケイン〉）
- マペットめざせブロードウェイ!（ピート〈ルイス・ゾリッチ〉、バーナード・クロフォード〈アート・カーニー〉）※CBS/FOX版
- 真夜中のサバナ（ジム・ウィリアムズ〈ケヴィン・スペイシー〉）
- ミスター・アーサー（バート・ジョンソン）
- ミッション:インポッシブル（フランツ・クリーガー〈ジャン・レノ〉）※ソフト版
- ミラーズ・クロッシング（チックタック）
- ミラクル・ボーイ/消えてのぞいてサァ大変!（チャック・マローン刑事）
- ミラクルマスターII/L.A.時空大戦（アークロン〈ウィングス・ハウザー〉）
- 名犬ラッシー/ラッシーの“愛こそすべて”（トム・ウェイド〈ロバート・ロックウェル〉）
- めぐり逢う大地（ダニエル・ディロン〈ピーター・マラン〉）
- メタル・ブルー（エドワード・ストラップマン〈ニール・マンロー〉）
- メッセンジャー・オブ・デス（バーニー・ドイル〈ダニエル・ベンザリ〉）
- メリー・ポピンズ リターンズ（ブーム提督〈デビッド・ワーナー〉[61]）
- メル・ブルックス/逆転人生（ヴァンス・クラズウェル〈ジェフリー・タンバー〉）
- 猛獣大脱走（グレイザー）
- 燃えよNINJA（フランク・サンダース）
- 目撃（セス・フランク〈エド・ハリス〉）※テレビ朝日版
- 元大統領危機一発/プレジデント・クライシス（マット・ダグラス〈ジェームズ・ガーナー〉）
- 野獣暁に死す（ジェフ・ミルトン）※テレビ東京版
- 野獣捜査線（トニー・ルナ）
- ヤングガン2（ライナーソン検事）※VHS版
- ヤング・ゼネレーション（マイクの兄〈ジョン・アシュトン〉）
- ユー・ガット・メール（ネルソン・フォックス〈ダブニー・コールマン〉）※フジテレビ版
- U・ボート（ヨハン〈アーウィン・レダー〉、トムゼン大尉〈オットー・ザンダー〉）※ソフト版、（航海長）※フジテレビ版
- 郵便配達は二度ベルを鳴らす（カッツ弁護士〈マイケル・ラーナー〉）
- ゆかいな天使/トラブるモンキー（ドレイク）
- 雪だるま超特急（ダブル・L・ディングマン〈ジョージ・リンゼイ〉）
- ユニバーサル・ソルジャー（ペリー大佐〈エド・オロス〉）※ソフト版
- 夢を生きた男/ザ・ベーブ（アル・カポネ）※ソフト版
- 夜の大捜査線（パーディ）※TBS版
- ライトスタッフ（アラン・シェパード〈スコット・グレン〉）
- ライフ・オブ・デビッド・ゲイル（ブラクストン・ベリュー弁護士〈レオン・リッピー〉）
- ラスト・アクション・ヒーロー（デッカー警部補〈フランク・マクレー〉）※テレビ朝日版
- ラスト・キョンシー（金道士）
- ラスト・シューティスト（ジャック・プルフォード〈ヒュー・オブライエン〉）※フジテレビ版
- ラスト・ボーイスカウト（ベッサロ刑事〈ジョー・サントス〉）※ソフト版・テレビ朝日版
- ラピッド・ファイアー（アントニオ・セラノ）※テレビ朝日版
- ラブいぬベンジー はじめての冒険（オジー）
- ラブ・バッグ（ピーター・ソーンダイク〈デヴィッド・トムリンソン〉）
- 乱気流/タービュランス（シンクレア〈ジョン・フィン〉）※ソフト版、（ハインズ〈ヘクター・エリゾンド〉）※テレビ朝日版
- ランボー（ティーズル保安官〈ブライアン・デネヒー〉）※フジテレビ版
- ラン・ローラ・ラン（ローラの父親）
- 理想の結婚（キャヴァーシャム卿〈ジョン・ウッド〉）
- リトル・ヴォイス（ミスター・ブー〈ジム・ブロードベント〉）
- リトル・ダンサー（ジャッキー・エリオット〈ゲイリー・ルイス〉）※DVD版
- 隣人は静かに笑う（ウィット・カーヴァー）
- ルーカスの初恋メモリー（コーチ〈ガイ・ボイド〉）
- ルートヴィヒ（デュルクハイム大佐〈ヘルムート・グリーム〉）
- レイジング・ケイン（テリー警部補〈グレッグ・ヘンリー〉）
- レイダース/失われたアーク《聖櫃》（イートン〈ウィリアム・フットキンス〉）※ソフト版
- レオン 完全版（トニー〈ダニー・アイエロ〉）※完全版旧録
- レッド・オクトーバーを追え!（ボロディン〈サム・ニール〉）※TBS版
- レッド・ドラゴン/新・怒りの鉄拳（岡村〈チェン・シン〉）※ソフト版
- レッドブル（ストリーク〈ブライオン・ジェームズ〉）※テレビ朝日版
- レマゲン鉄橋（フォン・ブロック将軍〈ペーター・ファン・アイク〉）※テレビ東京旧録版
- 恋愛小説家（メルヴィン・ユドール〈ジャック・ニコルソン〉）※BD版
- ロードハウス/孤独の街（ウェイド・ギャレット〈サム・エリオット〉）※VHS版
- ロケッティア（ハワード・ヒューズ〈テリー・オクィン〉）※テレビ朝日版
- ロサンゼルス（マンキウィッツ警視）※テレビ朝日版
- ロッキー5/最後のドラマ（ジョージ・ワシントン・デューク〈リチャード・ガント〉）※日本テレビ版
- ロッキー・ホラー・ショー（リフ・ラフ〈リチャード・オブライエン〉）
- ロボコップ3（マクダゲット隊長）※テレビ東京版
- ロマンシング・ストーン 秘宝の谷（ラルフ〈ダニー・デヴィート〉）※テレビ朝日版
- ロング・ライダーズ（リクスリー〈ジェームズ・ホイットモア・Jr〉）
- ワイルドシングス（ケン・ボウデン〈ビル・マーレイ〉）※テレビ朝日版
- 惑星ソラリス（サルトリウス〈アナトリー・ソロニーツィン〉）
- WASABI（タカナワ・カズヒロ〈笈田ヨシ〉）※ソフト版
- 私が愛したギャングスター（デイリー署長〈パトリック・マラハイド〉、ハリソン〈ジェラード・マクソーリー〉）
- 私がウォシャウスキー（アーニー〈ジョン・ビーズリー〉、スミトラ）
- ワンス・アポン・ア・タイム・イン・アメリカ（ホワイティー）※テレビ朝日版

#### ドラマ
- アガサ・クリスティー ミス・マープル 動く指（グレイヴス警部）
- 悪魔の異形 #4（ヌゲンコ〈ノーマン・ビートン〉）、#7（アルドリッジ警部）
- アナザー・ライフ〜天国からの3日間〜 シーズン1 #2（ロジャー・ストヴォール / ビル・ウォーター〈コービン・バーンセン〉）
- アルフ
  - シーズン2 #12・13（ジョージ・フォーリー）
  - シーズン3 #14（サム）
- アンネ・フランク（オットー・フランク〈ベン・キングズレー〉）
- ER緊急救命室
  - シーズン1 #1
  - シーズン2 #6（アブラハム・ジンブル〈ロバート・ピカード〉）
  - シーズン4 #1（ショーエンバーガー〈シャーマン・ハワード〉）
  - シーズン6 #17（テリー・ウォーターズ〈ミッチ・ピレッジ〉）
  - シーズン7 #15（ローカン）
  - シーズン13（ライト〈ヴィト・ルギニス〉）
  - シーズン14 #4（ウィリー・アーチボルド〈サム・スカーバー〉）
- IT（マイク〈ティム・リード〉）※NHK版
- インディ・ジョーンズ/若き日の大冒険
- F.B.EYE!! 相棒犬リーと女性捜査官スーの感動!事件簿 #10まで（テッド・ギャレット）
- がんばれ!ベアーズ シーズン1 #9（エリオット・カーソン）
- 宮廷女官チャングムの誓い（イ・ヒョヌク）
- 恐竜家族（デビッド・タッシンガム）
- 警察署長（ホス・スペンス〈レイン・スミス〉）
- 刑事スタスキー&ハッチ シーズン1 #7（タイディング）、#16（ゴードン・フート）
- こちらブルームーン探偵社 シーズン2 #6（バーバー刑事）
- CSI:14 科学捜査班 #16（ポール・ローマックス〈ロン・グラス〉）
- CSI:ニューヨーク7（コルビー）
- 事件記者コルチャック（ビンセント、キッツミラー） ※ビンセントは完全版追加収録の代役
- シャーロック・ホームズの冒険
  - 第二の血痕（マクファーソン巡査）
  - 這う人（スウェイル・ジェンキンズ）
- 主任警部モース（ベル主任警部）
- 私立探偵マグナム シーズン1 #3（ダフィ）
- 新アウターリミッツ（マーティン〈ニック・マンキューゾ〉、ジョージ・ニコルズ、キーラー、レスター・グレイド大佐〈ロニー・コックス〉、フランク・デイトン警部〈ゲイリー・チョーク〉）
- 新・刑事コロンボシリーズ
  - 狂ったシナリオ（ミスター・モロスコ重役〈スティーヴン・ヒル〉）
  - 死を呼ぶジグソー（アーサー・ブラウン刑事〈ハリソン・ペイジ〉）
- 新・世界の料理ショー（グラハム・カー）
- スーパーキャリア/超巨大空母緊急出動!（サム・リヴァース〈リチャード・ジャッケル〉）
- スーパーナチュラル（サミュエル・キャンベル）
- スタートレック:ヴォイジャー シーズン3 #15（ジェインウェイ提督〈非実体型生命体〉〈レン・キャリオー〉）
- スタートレック:ディープ・スペース・ナイン シーズン4 #18（チュポック〈ロン・カナダ〉）
- SOAP ソープ シーズン2 #6・8（アナトール・マーティンス）
- ダークエンジェル シーズン1 #1（エドガー・ソンリザ〈スタンリー・カメル〉）※ソフト版
- 地上最強の美女たち!チャーリーズ・エンジェル
  - シーズン1 #8（ダニー・オーレッタ）、#17（ジョージ・マリン、フレディ）、#21（ジャック・アーミテージ）
  - シーズン2 #3（ダーガス）、#5（ウルマー）、#17（スティーヴンス医師）、#25（デヴィッド・パール〈ビル・デューク〉、ブラックジャック）
- 地上最強の美女バイオニック・ジェミー シーズン1 #10（ヘンダーソン）
- 地上最強の美女バイオニック・ジェミー2 #9「グランド・ツーリー管制室応答なし」
- チャーリー・シーンのハーパー★ボーイズ（ローズの父〈マーティン・シーン〉）
- 超音速攻撃ヘリ エアーウルフ
  - シーズン1 #9（アリ・ブタミ将軍）
  - シーズン2 #8（ジョー・ガンズ）、#14（ジャレット社長）、#15（ジェームズ・グレイドン〈ジャレッド・マーティン〉）
  - シーズン3 #13（フランク・オチョア〈グレゴリー・シエラ〉）、#21（クルーズ）
- ツイン・ピークス（ゴードン・コール〈デヴィッド・リンチ〉）
  - ツイン・ピークス The Return
- デスパレートな妻たち4（マイクの父）
- 特捜刑事マイアミ・バイス
  - シーズン2 #5（ジョニー・カナッタ）
  - シーズン3 #14（ジャック・スレード）
  - シーズン4 #8・11（ゴードン・ウィギンズ）
- 特別狙撃隊S.W.A.T. シーズン1 #1（レイ・ウェスト）
- 特攻野郎Aチーム
  - シーズン1 #10（ペリー）
  - シーズン2 #9（フランク・ゲインズ）、#22（リッチー・ハウザー〈ジョージ・ワイナー〉）
  - シーズン3 #4（ブル・マキーワン）
  - シーズン4 #6（ミーン・ジーン〈ジーン・オーカーランド〉）、#9（ウッディ・ストーン）、#13（イワン・パダヴィッチ）、#20（リッチー・イフカー）
  - シーズン5 #2（チャン・ヴァン・クイエット大佐）、#7（トミー・テデスコ）
- ナイトライダー
  - シーズン2 #3（アルバート・エバーソル〈リンデン・チャイルズ〉）
  - シーズン3 #9（コンラッド・マーズ〈ビル・クロス〉）、#15（スティーブン・バーンズ〈ハンク・ギャレット〉）
  - シーズン4 #14（イアン・ブラウニング博士〈ウィリアム・ジョードン〉）、#15（ルー・ディビス〈テリー・カイザー〉）
- ナルニア国物語（ディゴリー・カーク教授）
- ヒルストリート・ブルース（アラン・ワクテル判事〈ジェフリー・タンバー〉）
  - シーズン2 #2（フレディ）
  - シーズン5 #7（ジョンソン）、#15（モーリー）、#15・17（アル・ディピアノ〈チャールズ・タイナー〉）
- ふたりは最高!ダーマ&グレッグ（ウォルター〈ジェームズ・アヴェリー〉）
  - シーズン2 #4（バーク巡査）
  - シーズン5 #5（ヘンリー・クーパー〈バーナード・フォックス〉）
- ブラザーズ&シスターズ（アイザック）
- 冒険野郎マクガイバー
  - パイロット版（ジム・テイラー大尉）
  - シーズン1 #4（デイヴ・ライアソン〈ジョン・ヴァーノン〉）、#22（ピエドラ）
  - シーズン2 #2（ジミー・ケンドール〈ジョー・サントス〉）
  - シーズン5 #21（ヒリアード〈ドン・ストラウド〉）
- ミディアム 霊能者アリソン・デュボア（ダン・バロウズ）
- 名探偵モンク（ドクター・クローガー〈スタンリー・カメル〉）
- モンスターズ シーズン1 #8（ポール・メリック）
- ヤングライダーズ シーズン1 #16（ストロ）
- ロボコップ（パークス巡査部長）※ソフト版
- ロンサム・ダブ（スーピー・ジョーンズ）

#### アニメ
- アイアン・ジャイアント（ローガード司令官）
- アラジン完結編 盗賊王の伝説（カシーム）
- オリバー ニューヨーク子猫ものがたり（フェイギン）
- カーズシリーズ（シェリフ）
  - カーズ
  - カーズトゥーン メーターの世界つくり話
  - カーズ2
  - カーズトゥーン ラジエーター・スプリングスの仲間たち
- スワン・プリンセス3/禁断の書（ロスバート）
- チップとデールの大作戦（ステイン、スタン・ブレザー）
- バッグス・バニーのぶっちぎりステージ（ペペ・ル・ピュー）
- バットマン（ミスター・フリーズ）
  - 電光石火バットマン（ジョーカー）
  - バットマン
  - バットマン・ザ・フューチャー
  - バットマン ゴッサムナイト（ルーシャス・フォックス）
- ロボコップ THE ANIMATION（クラレンス・ボディッカー）

### 特撮
- アクマイザー3（テングラーの声）
- ウルトラセブン 第28話（3号車の男〈キル星人〉）※ノンクレジット
- 快傑ライオン丸 第40話 - 第41話（虎錠之介 / タイガージョーの声）
- UFO大戦争 戦え! レッドタイガー（指揮官の声）

### テレビドラマ
- 新・平家物語（1972年、大河ドラマ）
- 水もれ甲介、第22話「兄妹じゃない!」（1975年） - ナレーション
- 長崎犯科帳 第15話「花嫁替玉大作戦」（1975年）
- 俺たちの勲章（1975年）
- 大都会 PARTII（1977年）
- 新・二人の事件簿 暁に駆ける!、第28話「足長おじさんは殺人者」（1976年）
- 次郎長背負い富士（2006年）

### 映画
- 激動の昭和史 沖縄決戦（1971年、東宝）
- ケルベロス-地獄の番犬（1991年、バンダイビジュアル）

### 舞台
- 桜の園（ロパーヒン役）
- どん底（ペーペル・サーチン役）
- ヨーン・ガブリエル・ボルクマン（ヨーン・ガブリエル・ボルクマン）
- ロミオとジュリエット（ロレンス神父）
- サクラ大戦歌謡ショウ（米田一基）
- 金子みすゞ 最期の写真館（写真館の主人役、脚本・演出：早坂暁）

### その他
- タイムパトロール隊オタスケマン 実況中継 アターシャの結婚披露宴!?（トンマノマント、ニャラボルタ、ワンスモアガラス）
- とんでもニャー猫ニャラボルタ（ニャラボルタの台詞）